# マンボーイ
「マンボーイ」（Manboy）は、スウェーデンの歌手エリック・サーデの2作目のシングル。

## 概要
この曲でメロディーフェスティバーレンに初出場、3位を記録したことからスウェーデン国内では大ヒットを記録した。

## アコースティック・バージョン
スウェーデン国内ではこの曲のアコースティック・バージョンが同年5月10日にリリースされた。

## 収録曲
1. マンボーイ "Manboy"